# Misiones Orientales

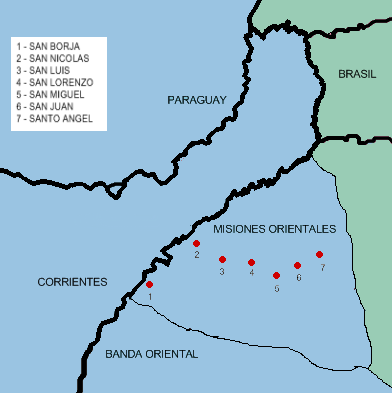
Los siete pueblos de las Misiones Orientales.

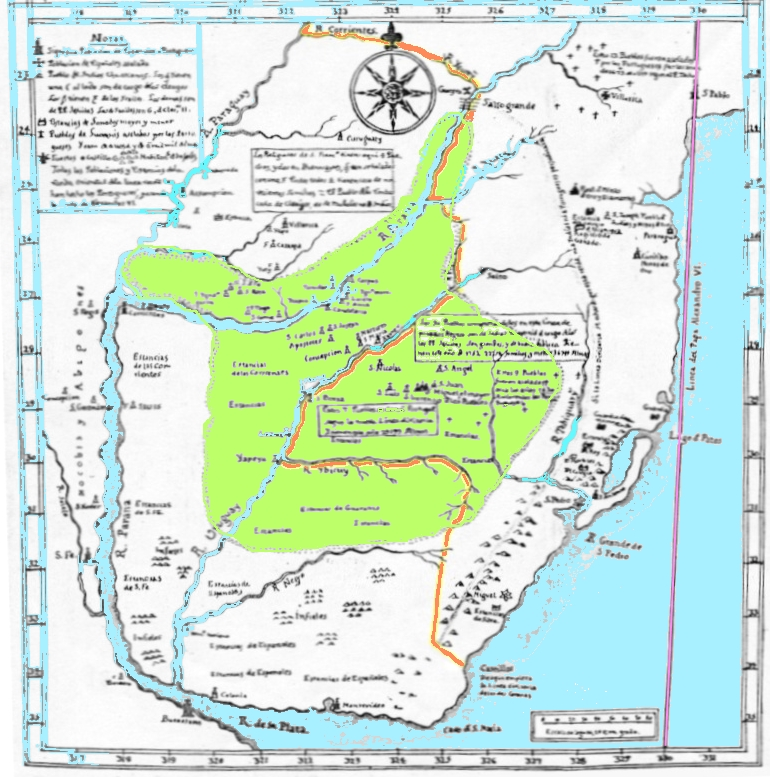
División de las Misiones. En verde el dominio jesuita; naranja, límite después del Tratado de Madrid de 1750 entre España y Portugal; rosa, Tratado de Tordesillas.

Las Misiones durante las guerras de independencia y contra la invasión Luso-Brasileña (1811-1819).

Las Misiones Orientales o Misiones del río Uruguay (en portugués Região das Missões) constituyen una región histórica que actualmente abarcan el oeste del estado de Río Grande del Sur, al sur del Brasil. En tiempos previos al tratado de San Ildefonso de 1777, el territorio misionero al este del río Uruguay abarcaba una extensión mayor en zonas actualmente correspondientes al estado de Río Grande del Sur, parte de Santa Catarina, parte de Paraná y de la República Oriental del Uruguay. A partir del momento de la ocupación portuguesa, el nombre «Misiones Orientales» quedó restringido a la zona de los siete pueblos ocupados e hizo que muchos de sus habitantes emigraran hacia el sur de la Banda Oriental y se refugiaran en sus estancias.
Esta región histórica también es conocida como «El Tapé» (en guaraní significa ‘el camino hacia el mar’, aunque probablemente recibiera tal nombre de los indígenas llamados "tapes", producto del mestizaje de varios grupos de aborígenes) y también se le ha conocido como la región de Los Siete Pueblos y Las Once Estancias.
Las Misiones Orientales inicialmente formaron parte de las Reducciones jesuíticas y de la Gobernación de los Treinta Pueblos de las Misiones Guaraníes; esta última, fue un gobierno creado por la corona española para administrar los territorios que en 1768 debieron dejar abandonados los jesuitas al ser expulsados de sus misiones en territorios que hoy forman parte de la Argentina, Brasil, Paraguay y Uruguay. La gobernación funcionó intermitentemente entre 1768 y 1810, fecha en que su gobernador adhiere a la Primera Junta de Buenos Aires. Las Misiones Orientales eran los siete pueblos fundados por los misioneros jesuitas al este del río Uruguay que pasaron al poder de Portugal y que luego de la Guerra del Brasil quedaron definitivamente incorporados a este último país.

## Los jesuitas
En el siglo XVII la Compañía de Jesús llegó a la zona. Estos jesuitas iniciaron su actividad creando reducciones, muchas de las cuales se transformaron en importantes ciudades. En pocos años, llegaron a crear 30 pueblos, en donde los guaraníes, que ya empezaban a practicar la agricultura, terminaron de adoptar el sedentarismo.

Los jesuitas crearon la llamada «Provincia de las Misiones» que originalmente tenía como límite oriental la Línea de Tordesillas y como límite septentrional (aproximado) el paralelo 20º S (al este del río Paraná sus límites efectivos septentrionales estaban dados por el río Paranapanema o Paranapané), es decir, toda la región llamada La Pinería o Guayrá.
Los territorios de las Misiones Orientales se extendían por el norte de la Banda Oriental abarcando aproximadamente la mitad occidental de los actuales estados de Santa Catarina y Río Grande del Sur así como al norte del río Iguazú (o «Río Grande de Curytiba»). Las Misiones del Guayrá abarcaban casi la totalidad del actual estado de Paraná. Pero al producirse la restauración de la independencia de Portugal en 1640, la región misionera de La Guayrá quedó ocupada por el Brasil, debiendo exilarse al sur del arroyo Yabebirí los guaraníes misionenses que no habían sido esclavizados por los bandeirantes y mamelucos. Apenas pudo contenerse la invasión lusobrasileña en la feroz batalla de Mbororé (1641).

A fines del siglo XVII, en la estancia de Yapeyú, se instalaron puestos postas, en su frontera del lindero del extremo sur, sobre el río Queguay, entre ellos, San Juan Bautista, el más importante y que aún mantiene sus grandes muros de piedra, donde se ubica la actual estancia Buen Retiro (Departamento de Paysandú - Uruguay). En ese sitio, el ganado cimarrón -también llamado matrero o malevo-, que quedaba por cansado, lastimado o porque había dado cría, se convertía en “estante” o ganado manso. Ese ganado de grandes huampas, seleccionado por su pelo oscuro, dio origen a la palabra estancia (una gran extensión de campo natural, con animales criados al aire libre todo el año, como la conocemos en el Río de la Plata). Otros puestos postas, que se conocen de esa época, importantes como vigilantes de tierras y ganados, fueron: San Martín, San Jerónimo y San Borja. En 1702 los jesuitas de esa gran estancia en la Reducción de Yapeyú crearon la «Vaquería del Río Negro», formada por un extenso territorio entre los ríos Uruguay, río Negro y Cuareim (actualmente perteneciente a Uruguay) que dedicaron a la explotación ganadera. En 1704 crearon la «Vaquería de los Pinares», en lo que es hoy parte del estado brasileño de Río Grande del Sur, limitada por la Sierra General, el río Uruguay  y los extensos bosques al oeste.
Por orden real del 14 de octubre de 1726, ratificada el de 28 de diciembre de 1743, los treinta pueblos de Misiones quedaron subordinados al gobernador de Buenos Aires, fijándose el río Tebicuarí como límite con la Gobernación del Paraguay que debió ceder algunos pueblos.
En 1750 se firma el Tratado de Madrid que divide las zonas española y portuguesa, dejando las Misiones Orientales al Brasil, más o menos con los límites actuales. Esto provocó descontento y revueltas. Entre los años 1754 y 1756 se llevó a cabo la Guerra Guaranítica que enfrentó a los guaraníes misioneros con España y Portugal, debido a la cesión de estos siete pueblos de las Misiones Orientales a Portugal y la obligación de trasladarse a las otras misiones al oeste del río Uruguay. Ante la resistencia se produjo la anulación del Tratado de Madrid, mediante el Tratado de El Pardo (1761). Que mantenía las misiones en manos españolas.

## Después de la expulsión de los jesuitas
Al ser expulsados los jesuitas por orden del rey Carlos III el 27 de febrero de 1767, franciscanos, dominicos y mercedarios tomaron a su cargo los pueblos misioneros restantes.
El 8 de agosto de 1801, un grupo de irregulares portugueses aliados con algunos guaraníes descontentos, en el contexto de la Guerra de las Naranjas, ocuparon el pueblo de San Miguel Arcángel y pocos días después conquistaron el resto del departamento y el pueblo de San Francisco de Borja. Previamente, el 29 de junio de 1801 tropas portuguesas del Regimento de Cavalaria de Dragões do Rio Grande do Sul, al mando del coronel Patrício Corrêia da Câmara –primer vizconde de Pelotas–, destruyeron la población de Batoví –fundada por Félix de Azara el año anterior–, cuyos pobladores fueron trasladados a 6 kilómetros al este en territorio considerado parte del Brasil. Destruyeron también el fuerte de Santa Tecla en el límite de Misiones con la jurisdicción de Buenos Aires.
El Tratado de Badajoz, reconoció la soberanía española en los territorios conquistados en las Misiones Orientales, firmado el 6 de junio de 1801 en la ciudad de Badajoz entre España y Francia de un lado, y Portugal del otro, puso fin a la Guerra de las Naranjas. En relación con España, Portugal reconocía definitivamente el derecho de posesión de la Colonia del Sacramento, y de las Misiones Orientales, que ya se había intentado solucionar a través de los tratados de Madrid de 1750 y de San Ildefonso de 1777. El Tratado también estipulaba que la violación de cualquiera de sus artículos conduciría a su anulación.
Tras la batalla de Trafalgar, en 1805, en que franceses y españoles perdieron frente a Inglaterra, el gobierno de Portugal restauró las relaciones con los británicos, sus antiguos aliados. Esto llevó a la Guerra Peninsular, por la que Francia declaró cancelado el Tratado de Badajoz, marchando contra Portugal de nuevo entre 1807 y 1810.
Por el lado portugués, el príncipe regente D. Juan, ya llegado a Brasil, declaró unilateralmente nulo el Tratado el 1 de mayo de 1808, perdiéndose para España los siete pueblos y once estancias al este del río Uruguay que habían permanecido en poder portugués.

Con el territorio de las Misiones Orientales entre el río Uruguay al oeste y el río Ibicuí al Sur, Portugal creó el Distrito de Misiones, incorporado a la Capitanía de San Pedro del Río Grande del Sur, con sede en Río Grande. En 1808 pasó a ser Comandancia Militar de Misiones. Posteriormente, entre 1810 y, tras la invasión lusobrasileña a la Provincia Oriental en 1820 el límite fue establecido en el río Cuareim.
Al producirse la Revolución de Mayo (1810), el Comandante de Armas de Misiones con sede en Yapeyú, Tomás de Rocamora, adhirió a ella, por lo que la Primera Junta lo nombró Gobernador Intendente de Misiones, finalizando la administración española en estos territorios.

## Los Siete Pueblos

### San Francisco de Borja
La primera reducción en ser creada de las siete, fundada por el padre Francisco García, era una extensión de la reducción de Santo Tomé (Corrientes), de donde salieron 195 personas. En ella trabajó el padre José Brasanelli. En 1707 esta reducción contaba con 2814 habitantes. De esta reducción nació la ciudad de São Borja.

### San Luis Gonzaga
Su origen está en la transferencia, en 1687, de 2922 personas que antes habitaban las reducciones de San Joaquín y Santa Teresa. El padre Alfonso del Castillo, superior de todos los pueblos, lideró la fundación. El primer cura fue el padre Miguel Fernández. En 1707 su población se había reducido a 1997 almas. Fue el origen de la ciudad moderna de São Luiz Gonzaga.

### San Nicolás

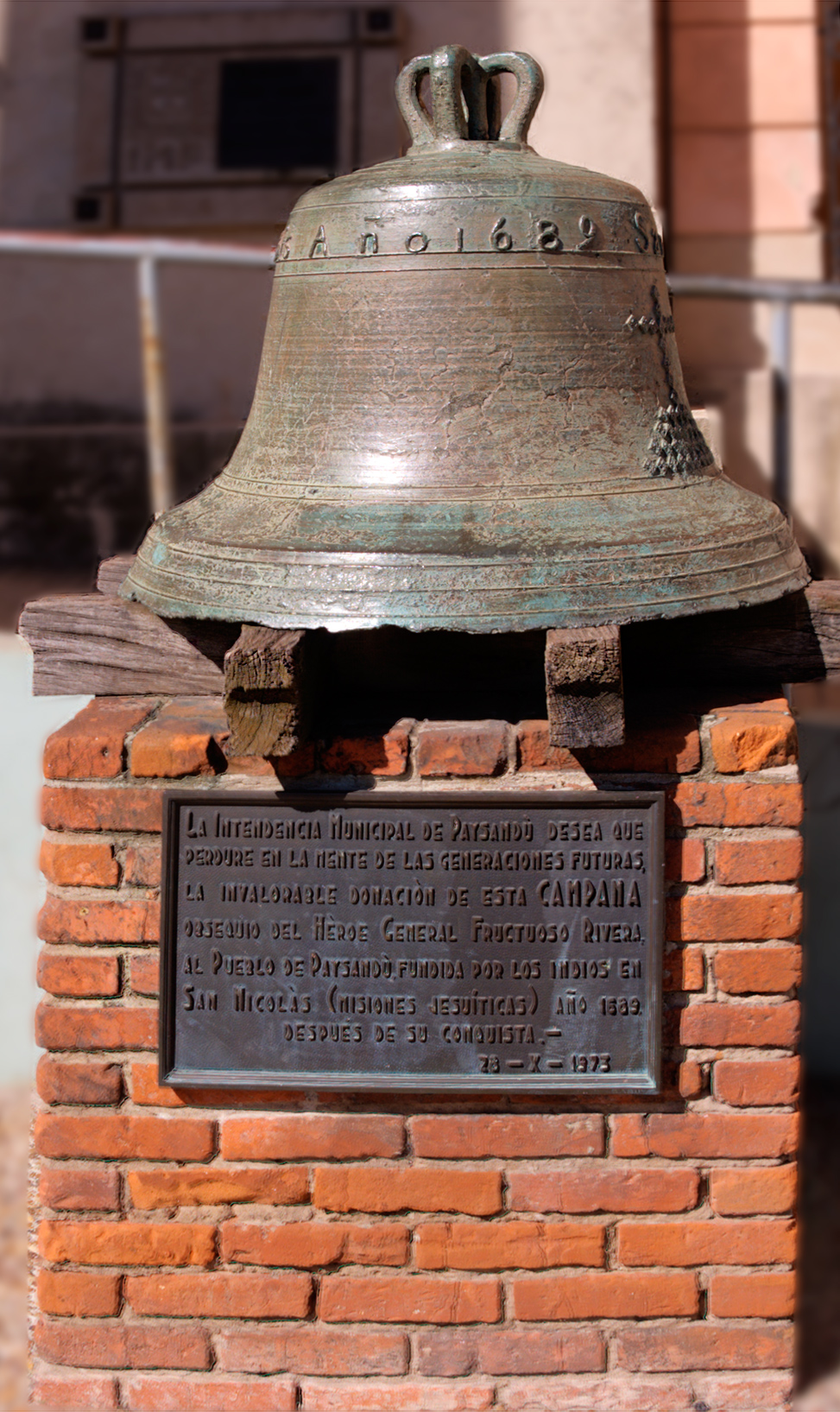
Campana donada por el general Fructuoso Rivera al pueblo de Paysandú, fundida por los indios en la misión jesuita de San Nicolás en el año 1689.

Su población antiguamente habitaba ese mismo lugar, en la reducción fundada por el padre Roque González de Santa Cruz en 1626, pero había sido expulsada por los ataques de los bandeirantes de Francisco Bueno. Pasaron a territorio de la actual Argentina y fundaron la reducción de los Apóstoles, hacia donde afluirían refugiados también de la reducción de Tapés. En 1687 estos pueblos se unieron y regresaron a Río Grande del Sur, refundando San Nicolás el 2 de febrero.
Este renacimiento fue signado por un ciclón y un incendio, desastres que destruyeron buena parte de las instalaciones, incluyendo la iglesia. Pero luego la reducción volvió a recomponerse, siendo reconstruido el templo parroquial en piedra bajo la orientación del padre Anselmo de la Matta. Llegó a poseer 7751 personas en 1732, y dio origen a la ciudad de São Nicolau.

### San Miguel Arcángel
Su primer fundador fue el padre Cristóbal de Mendoza, en 1632, que igualmente atacado por predadores bandeirantes, se vio obligado al abandonó el lugar con los indígenas y se refugió en Concepción (Paraguay). Su vuelta ocurrió en 1687 junto al regreso de 4195 personas. En tres años ya estaba casi completa con la construcción de aproximadamente 100 casas (viviendas de mampostería –paredes de ladrillos, techados a dos aguas, etc.– y la llamada «casa de los pays» o vivienda monástica de los religiosos jesuitas.
En 1697 San Miguel fue dividida, partiendo de ella 2832 personas fundaron la reducción de San Juan Bautista de las Misiones. De modo que en 1707 San Miguel Arcángel poseía 3110 habitantes. La iglesia fue obra del padre Juan Bautista Prímoli, que de 1735 a 1744, la levantó empleando solamente operarios indígenas.

### San Lorenzo Mártir
Fue fundada en 1690 con nativos de Santa María la Mayor, descendientes de los fugitivos de Guayrá, que se instalaron en el lugar liderados por el padre Bernardo de La Veja. En 1731 eran 6400 los habitantes de este pueblo. Sus remanentes están localizados en São Lourenço das Missões.

### San Juan Bautista
Fundada por el padre Antonio Sepp, quien dominaba a música, arquitectura, urbanismo, relojería, pintura y escultura. Fue seguido por 2832 personas oriundas de la reducción de San Miguel. Los trabajos en la iglesia se iniciaron en 1708, cuando ya había 3400 personas habitando el aldeamiento. Bajo la orientación de Sepp esta reducción mostró alto nivel de actividad cultural. Sus ruinas se localizan en la ciudad de Entre-Ijuís.
Sepp también fue un geólogo y mineralogista, extrayendo el primer hierro de las Misiones, haciendo instrumentos variados y hasta objetos de la iglesia de su pueblo. Su obra primera fue el reloj con carillón instalado en el campanario de la iglesia que, al dar las horas, hacía desfilar por el mostrador los doce apóstoles.

### Santo Ángel Custodio (Santo Ángel Guardián de las Misiones)
Su población anteriormente habitaba Concepción, pasaron por Ijuí y por fin se fijaron –en 1707– con 2879 personas al mando del padre Diego de Hasse en la ciudad actualmente llamada Santo Ângelo. Fue el lugar donde nació Carlos de Alvear.

## Guerra de la Independencia

Bandera de Misiones de 1815 hasta 1819 (en la actualidad la provincia argentina de Misiones mantiene esta bandera aunque con la franja central de color azul celeste más definido).

La recuperación de las Misiones orientales comienza con la aparición en 1811 del comandante misionero guaraní Andresito Guazurarí (o Guaçurarý), quien fue uno de los primeros caudillos federales. Se suma a las tropas de Manuel Belgrano en el intento de libertar al Paraguay de los españoles, luego acompañó a Belgrano hasta la Banda Oriental con el mismo objetivo. Sin embargo al ser desplazado Belgrano de la dirección de las tropas y ser suplantado por el unitario José Rondeau, Andresito Guazurarí decidió adherir a los federales liderados por José Gervasio Artigas, quien lo apadrinó; por su amistad con Artigas, llegó a ser llamado Andresito Artigas. Era de familia guaraní, lo que –de no haber mediado Artigas– lo hubieran excluido de la oficialidad de la época.
En 1815 venció a los invasores en Candelaria (cerca de la actual ciudad de Posadas), liberando luego Santa Ana, San Ignacio Miní y Corpus.
En septiembre de 1816, Andresito cruzó el río Uruguay en Itaquí; derrotó nuevamente a las tropas brasileñas, logrando así liberar gran parte de las Misiones Orientales, en la extensión llamada El Tapé (‘el camino [hacia el mar]’, en guaraní; en este caso, el camino hacia los puertos del Atlántico). Nuevamente victorioso en la batalla de Rincón de La Cruz, puso sitio a su ciudad natal, pero los refuerzos que llegaron a auxiliar a los defensores lo obligaron a retirarse nuevamente tras el río Uruguay.
Los lusobrasileños pasaron nuevamente a la ofensiva, avanzando sobre la barra del Aguapey. El 17 de enero de 1817, por órdenes del gobernador militar lusobrasileño de Río Grande del Sur, invadieron las Misiones mesopotámicas, saqueando y destruyendo las poblaciones de La Cruz, Yapeyú, Santo Tomé, Santa María, Mártires, San José, San Ignacio Miní, Apóstoles, y San Carlos. Sin embargo, Andresito les hizo frente en estas últimas dos plazas, derrotándolos y obligándolos a retirarse; la situación le permitió pasar a la contraofensiva, avanzando hasta reconquistar San Francisco de Borja y gran parte de las Misiones Orientales.
Empero en 1819 los lusobrasileños contraatacaron; Andresito Guazurarí era el único caudillo preparado para enfrentarlos, por lo que avanzó hasta la frontera e intentó sitiar Chagas. Los brasileños, apoyados por tropas frescas recién llegadas de Porto Alegre y Alegrete, le hicieron frente en el combate de Ita-Curuví. El desigual encuentro fue desastroso para las fuerzas de Andresito; muchos de sus hombres, entre ellos el tuvichá Tiraparé, cayeron en combate, y Andresito se vio obligado a abandonar el campo, con la idea de volver a formar sus tropas en la margen occidental del Uruguay. Sin embargo fue hecho prisionero por los brasileños cuando intentaba cruzar el río. Fue torturado y llevado prisionero a Río de Janeiro, donde murió un par de años después.
Ese mismo año se firma en Montevideo el llamado Tratado de la Farola, por el cual los nacidos en la Banda Oriental que abandonaron a José Gervasio Artigas y pasaron a formar parte del probrasileño Club del Barón,  ceden las Misiones Orientales al ya reino de Brasil a cambio de la construcción de un faro en la Isla de Flores. Entre los signatarios de dicho tratado está Juan José Durán.

## Guerra del Brasil
Manuel Dorrego, a cargo de las relaciones exteriores de las Provincias Unidas del Río de la Plata durante la Guerra del Brasil comisionó al gobernador santafesino Estanislao López para la liberación de las Misiones Orientales, como paso previo al desalojo de los brasileños, establecidos en Porto Alegre. Así en el año 1828, desde Santa Fe, las tropas por él comandadas cruzaron el río Uruguay por La Cruz e Itaquí liberando –junto a las tropas comandadas por Fructuoso Rivera– las Misiones Orientales; en tal ocasión las fuerzas que dirigía, López, alcanzaron la población (actualmente brasileña) de Cruz Alta y esperando refuerzos, buscaban alcanzar Porto Alegre.
Mientras tanto, Dorrego logró que un mercenario alemán llamado Friedrich Bauer dejara de estar al servicio de Brasil e intentara la creación de la República de Santa Catarina. Dorrego también entró en relación con los principales líderes riograndenses: Bento Gonçalves da Silva y Bento Manuel Ribeiro, para que ellos crearan la República de San Pedro del Río Grande, pero el impase en la Guerra del Brasil y la presión inglesa (ejercida directamente por el enviado lord John Ponsonby), ante la Campaña de Rivera a las Misiones Orientales forzaron a que Dorrego aceptara el Tratado Preliminar de Paz, que dejaba nuevamente en poder de Brasil, las Misiones Orientales y ejerció de presión, para que los firmantes del tratado, acordaran la independencia de la Provincia Oriental.
Con los guaraníes que habitaban las Misiones Orientales –y que fueron forzados a exiliarse–, Fructuoso Rivera fundó en 1829 la ciudad oriental de Bella Unión. En 1852, finalizada la Guerra Grande, se reconoció, que el territorio al norte del Quareim, pertenecía al Imperio de Brasil, lo cual motivó un nuevo desalojo de la población y en 1853 fue refundada con el nombre de Santa Rosa de la Bella Unión del Quareim. Aunque los límites  actuales tienen su antecedente cuando Rivera fue obligado a dejar las Misiones Orientales y establecerse con haciendas, ejército y los guaraníes que lo acompañaron como su caudillo, y muchos de ellos como integrantes del ejército patrio al sur del río Cuareim bajo la vigilancia estricta del ejército imperial.

## Misiones Orientales Mesopotámicas

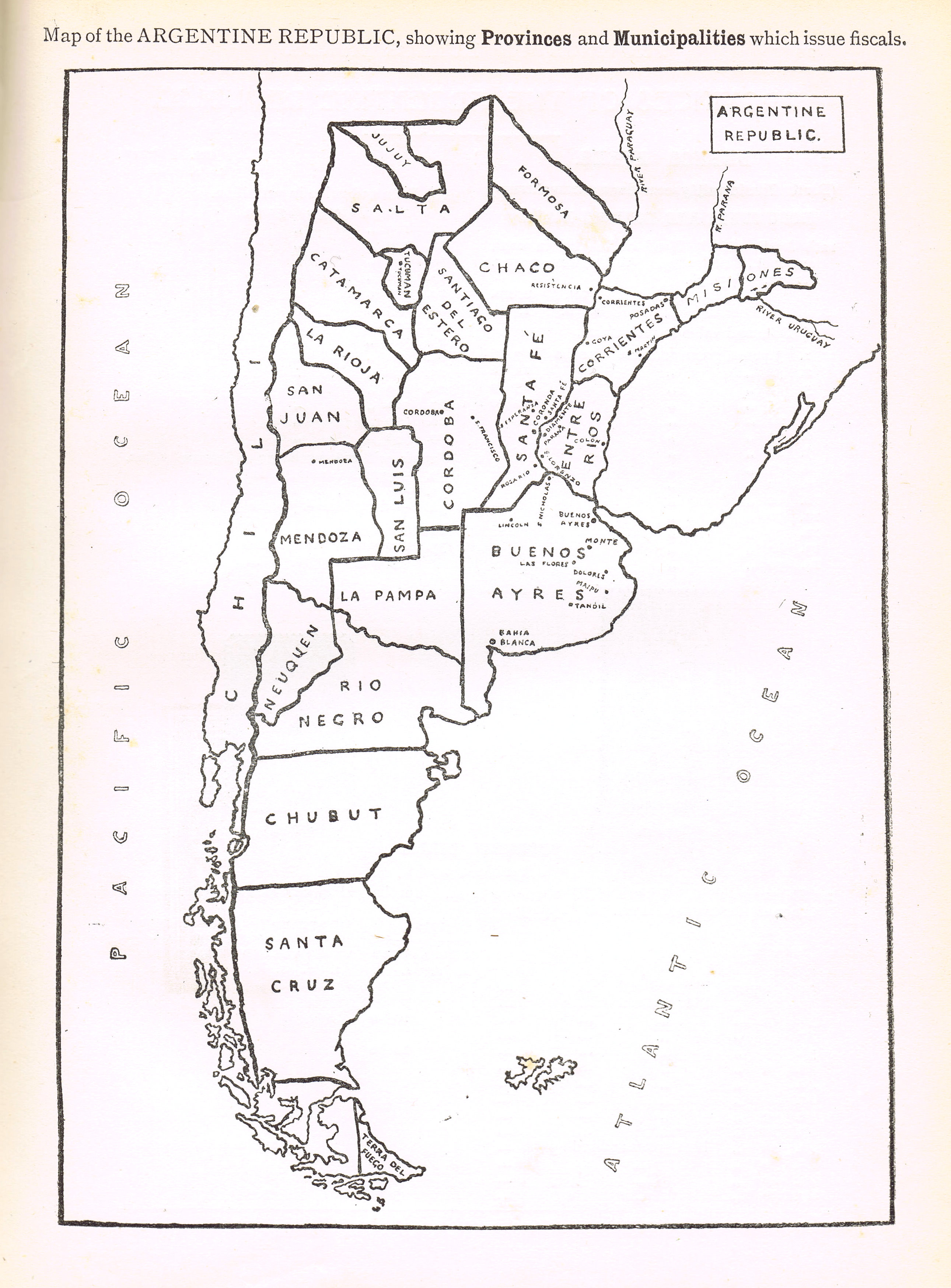
Mapa de Argentina hacia principios de 1900 con las Misiones Orientales (mesopotámicas).

Hasta 1895 la República Argentina reivindicó, ante Brasil como parte del entonces Territorio Nacional de las Misiones (que luego daría lugar a la actual provincia de Misiones) una región de unos 30 000 km² que actualmente está comprendida en el extremo suroeste del estado de Paraná y el tercio occidental del estado de Santa Catarina. Dicha área tenía por límites por el este el cerro de Oyárbide (actualmente llamado en la cartografía brasileña «morro do Capão Doce»; coordenadas: 26°42′S 51°24′O / -26.700, -51.400), y dos de los ríos que en este nacen: el Chapecó/Xapeco (llamado entonces también: Pequirí Guazú) y el Jangada (o San Antonio Guazú). Por límite norte tenía al río Iguazú, y por límite sur al río Uruguay. El litigio fue laudado por el presidente estadounidense Cleveland a favor del Brasil, motivo por el cual el estado brasileño denomina Clevelandia a un municipio y ciudad en la región que estuvo litigada.
Este territorio no tenía relación con los 7 pueblos de las Misiones Orientales ocupados por los portugueses y pese a haber sido parte del área de influencia de las misiones jesuitas, estos no instalaron allí ninguna reducción, ni sus habitantes se asimilaron a las misiones. Permaneció inexplorado, lo que con el tiempo originó el conflicto de límites al no haber certeza sobre los ríos que lo cruzaban.